# Аллея пионеров-героев (Симферополь)
Аллея пионеров-героев — одно из памятных мест (достопримечательность) Симферополя в детском парке города (открыт в 1958 году).
Аллея пионеров-героев была создана при закладке парка, но бюсты юных героев появились в нём позднее — в начале 1960-х годов. В период работы директором парка Владимира Савельевича Могильникова, на Аллее пионеров-героев были высажены кедры. В настоящее время аллея вымощена тротуарной плиткой.
На цилиндрических бетонных постаментах вдоль Аллеи находятся бюсты десяти героев-пионеров, на специальном выступе барельефом выбиты их имена и годы жизни:
- Марат Казей (1929—1944)
- Шура Кобер (1926—1942)
- Валя Котик (1930—1944)
- Володя Дубинин (1927—1942)
- Лёня Голиков (1926—1943)
- Павлик Морозов (1918—1932)
- Кычан Джакыпов[4] (1919—1933)
- Вася Шишковский[5] (1931—1944)
- Витя Хоменко (1926—1942)
- Витя Коробков (1929—1944)

В июне 2020 года перед Аллеей пионеров-героев была установлена Арка Победы. В мае этого же годы фигуры пионеров-героев были подвергнуты вандализму.